# Valamara
Die Valamara (albanisch auch Mali i Valamarës) ist ein Berg im Südosten Albaniens. Die Spitze Maja e Valamarës ist mit 2373 m ü. A. die höchste Erhebung zwischen den Tälern des Shkumbin im Norden und des Devoll im Süden. Die Valamara liegt in abgelegenem Berggebiet an der Grenze zwischen den Regionen Gramsh, Pogradec und Korça. Mit einer Schartenhöhe von 1526 Metern gehört er zu den prominentesten Bergen Europas.
Der Bergstock der Valamara ist Teil einer Reihe von Bergen, die sich von Nord nach Süd zwischen den Tälern des Shkumbin und des Devoll entlangzieht. Der nördliche Nachbar der Valamara ist der Gur i Topit (2120 m ü. A.), im Süden folgt der Mal i Lenies (2012 m ü. A.). An der Ostseite entspringt der Shkumbin. Die West- und Südflanken werden zum Devoll hin entwässert, der sich eine tiefe Schlucht durch die Berge geformt hat. Im Osten des Berges liegt die Gora-Berge.
Die Valamara verläuft als schroffer Grat in Nord-Süd-Richtung. Der Bergstock ist rund 13 Kilometer lang und bis zu zehn Kilometer breit. Das Gelände weist deutliche Glazialformen auf, die auf eine Höhe von bis 1500 m ü. A. zu finden sind. An der Ostseite gibt es mehrere Gletscherseen.
In tieferen Lagen existieren ausgedehnte Wälder, in tiefen Lagen dominierte früher die Eiche, über 1300 Metern die Buche. An der Baumgrenze um 2000 m ü. A. gab es auch Tannen. Im Nordosten ist ein weites Gebiet als Ressourcenschutzgebiet Gur i Nikës geschützt. Die Region rund um den Berg ist fast unbewohnt. Das nächstliegende Dorf ist Grabova e Sipërme am Westhang (ca. 1250 m ü. A.).